# Мистер Олимпия 1988
Мистер Олимпия 1988 — одно из самых значимых международных соревнований по культуризму, прошедшее под эгидой Международной федерации бодибилдинга (англ. International Federation of Bodybuilding, IFBB) Соревнования проходили 10 сентября 1988 года Universal Amphitheatre, Лос-Анджелес, США. Это были двадцать третий по счету соревнования мистер Олимпия. Ли Хейни завоевал свой пятый титул «Мистер Олимпия».

## Таблица
Место	Участник	№	Вес	Страна
- 1	Ли Хейни	19	110 кг	США
- 2	Рич Гаспари	6	95 кг	США
- 3	Берри ДеМей	5	103 кг	Голландия
- 4	Ли Лабрада	9	80 кг	США
- 5	Гарри Стридом	17	104 кг	США
- 6	Майк Квин	18	93 кг	США
- 7	Брайан Бьюкенен	4	95 кг	Великобритания
- 8	Самир Банну	14	93 кг	Ливан
- 9	Рон Лав	11	 	США
- 10	Боб Перис	13	103 кг	США
- 11	Мохаммед Беназиза	8	 	Франция
- 12	Фил Хилл	16	101 кг
- 13	Шон Рэй	15	91 кг	США
- 14	Майк Эшли	2	86 кг	США
- 15	Альберт Беклес	3	91 кг	Англия
- 16	Эдуардо Кавак	12	98 кг	Ливан
- 17	Робби Робинсон	7	98 кг	США
- 18	Петер Хенсел	10	109 кг	Германия
- 19	Луис Фрейтас	20	98 кг	Бразилия
- 20	Ральф Мёллер	1	131 кг	США